# Zimní paralympijské hry 1984
Zimní paralympijské hry 1984, oficiálně III. zimní paralympijské hry (německy Paralympische Winterspiele 1984), se konaly ve rakouském Innsbrucku. Slavnostní zahájení proběhlo 14. ledna 1984, ukončení se pak uskutečnilo 20. ledna 1984.

## Seznam sportů
- Běh na lyžích
- Alpské lyžování
- Sledge rychlobruslení

## Pořadí národů
| Pořadí | Země            | Zlato | Stříbro | Bronz | Celkem |
| ------ | --------------- | ----- | ------- | ----- | ------ |
| 1      | Rakousko        | 34    | 19      | 17    | 70     |
| 2      | Finsko          | 19    | 9       | 6     | 34     |
| 3      | Norsko          | 15    | 13      | 13    | 41     |
| 4      | Západní Německo | 10    | 14      | 10    | 34     |
| 5      | USA             | 7     | 14      | 14    | 35     |
| 6      | Švédsko         | 7     | 2       | 5     | 14     |
| 7      | Švýcarsko       | 5     | 16      | 16    | 37     |
| 8      | Francie         | 4     | 2       | 0     | 6      |
| 9      | Polsko          | 3     | 2       | 8     | 13     |
| 10     | Kanada          | 2     | 8       | 4     | 14     |

## Československo na ZPH 1984
Československo reprezentovalo 2 paralympionici, ale nezískali žádnou medaili.